# Новокабаново
Новокаба́ново (рос. Новокабаново, башк. Яңы Ҡабан) — село (у минулому присілок) у складі Краснокамського району Башкортостану, Росія. Адміністративний центр Новокабановської сільської ради.
Населення — 926 осіб (2010; 819 у 2002).
Національний склад:
- башкири — 49 %
- татари — 46 %